# Prix Gérard-Philipe
 (octobre 2023).
Si vous disposez d'ouvrages ou d'articles de référence ou si vous connaissez des sites web de qualité traitant du thème abordé ici, merci de compléter l'article en donnant les références utiles à sa vérifiabilité et en les liant à la section « Notes et références ».
Le prix Gérard-Philipe ou grand prix Gérard-Philipe de la ville de Paris est une récompense théâtrale décernée par la ville de Paris  presque chaque année depuis 1962 aux comédiens et comédiennes ayant joué à Paris. Initialement réservé aux jeunes artistes (moins de 35 ans), il peut récompenser désormais l’ensemble d'une carrière.
Il tient son nom de l'acteur français Gérard Philipe (1922-1959). 

## Lauréats
- 1962 : Jean-Pierre Moulin, Claude Giraud, Anne Doat
- 1964 : Laurent Terzieff
- 1965 : Caroline Cellier
- 1966 : Jeanne Colletin
- 1967 : Ludmila Mikaël
- 1970 : José-Maria Flotats
- 1972 : Daniel Colas
- 1973 : Gérard Depardieu
- 1975 : Annie Sinigalia
- 1976 : Hugues Quester
- 1978 : Fabrice Eberhard
- 1979 : Daniel Auteuil
- 1980 : André Dussollier, Francis Huster
- 1981 : Richard Fontana
- 1982 : Jean-Pierre Bouvier
- 1984 : Dominique Valadié
- 1985 : Marianne Épin
- 1986 : Sabine Haudepin
- 1987 : Robin Renucci
- 1988 : Jean Dalric
- 1989 : Aurélien Recoing
- 1990 : Maria de Medeiros
- 1991 : Stéphane Bierry
- 1992 : Philippe Demarle
- 1993 : Samuel Labarthe
- 1994 : Thierry Hancisse
- 1995 : Valérie Dréville
- 1996 : Philippe Torreton
- 1997 : Isabelle Carré
- 1998 : Michel Fau
- 1999 : Éric Ruf
- 2000 : Sylvie Testud